# BE Junior Circuit 2012/13
Der BE Junior Circuit 2012/13 (Abkürzung für Badminton Europe Junior Circuit 2012/13) war die 12. Auflage des BE Junior Circuits im Badminton. 20 Turniere gehörten zur Wettkampfserie.

## Turniere
| Nr. | Turnier            |
| --- | ------------------ |
| 1   | Bulgarian Juniors  |
| 2   | Ramenskoe Juniors  |
| 3   | Ukraine Juniors    |
| 4   | Irish Juniors      |
| 5   | Lithuanian Juniors |
| 6   | Belgian Juniors    |
| 7   | Swiss Juniors      |
| 8   | Croatian Juniors   |
| 9   | Danish Junior Cup  |
| 10  | Slovenian Juniors  |
| 11  | Slovak Juniors     |
| 12  | Czech Juniors      |
| 13  | Finnish Juniors    |
| 14  | Portuguese Juniors |
| 15  | Polish Juniors     |
| 16  | Turkey Juniors     |
| 17  | Spanish Juniors    |
| 18  | Dutch Juniors      |
| 19  | German Juniors     |
| 20  | Hungarian Juniors  |